# Митар Ћуковић
Митар Ћуковић (Никшић, 6. априла 1995) црногорски је фудбалер који тренутно наступа за Паневежис. Био је позван у младу репрезентацију Црне Горе у квалификацијама за Европско првенство 2017. године.

## Каријера
Ћуковић је фудбал почео да тренира у млађим категоријама Игала, после чега је шест месеци провео у Партизану. Након тога је до омладинског узраста наступао за Могрен, а почетком 2014. прешао је у Зету где је окончао своје фудбалско школовање. Ту је био прикључен и првом тиму, али није наступао у Првој лиги Црне Горе. Лета исте године вратио се у Игало, где је током наредне сезоне стандардно наступао у Другој лиги. После пробе у новосадској Војводини, Ћуковић је почетком јула 2015. потписао једногодишњи уговор са екипом ОФК Петровца. Шест месеци касније прешао је у Ловћен, где се задржао до лета 2017. Затим је поново тренирао са Војводином, а онда је приступио редовима Пролетера, такође новосадског клуба. У првој сезони је одиграо је 22 утакмице у Првој лиги Србије за екипу Пролетера, која је освајањем првог места на табели тог такмичења остварила пласман у Суперлигу Србије. Током наредне сезоне је забележио још 23 наступа у највишем степену фудбалског такмичења у Србији, а онда је лета 2019. по истеку уговора клуб напустио као слободан играч. Иако је новосадски Дневник средином јуна исте године писао о његовом евентуалном ангажману у екипи Младости из Лучана, Ћуковић је неколико дана касније потписао за крушевачки Напредак. Ту је наступао до краја календарске 2021, а почетком наредне године споразумно је раскинуо уговор и клуб напустио као слободан играч. Убрзо је потписао за литвански Паневежис.

## Статистика

### Клупска
Ажурирано 11. марта 2022.
|                   |          |                      |     |   |    |   |   |   |   |   |     |   |  |  |
| Зета              | 2013/14. | Прва лига Црне Горе  | 0   | 0 | —  | — | — | — | — | — | 0   | 0 |  |  |
|                   |          |                      |     |   |    |   |   |   |   |   |     |   |  |  |
| Игало             | 2014/15. | Друга лига Црне Горе | 26  | 4 | —  | — | — | — | 2 | 0 | 28  | 4 |  |  |
|                   |          |                      |     |   |    |   |   |   |   |   |     |   |  |  |
| ОФК Петровац      | 2015/16. | Прва лига Црне Горе  | 7   | 0 | 2  | 0 | — | — | — | — | 9   | 0 |  |  |
|                   |          |                      |     |   |    |   |   |   |   |   |     |   |  |  |
| Ловћен            | 2015/16. | Прва лига Црне Горе  | 9   | 0 | 0  | 0 | — | — | — | — | 9   | 0 |  |  |
| Ловћен            | 2016/17. | Прва лига Црне Горе  | 14  | 0 | 4  | 0 | — | — | — | — | 18  | 0 |  |  |
| Ловћен            | Укупно   | Укупно               | 23  | 0 | 4  | 0 | — | — | — | — | 27  | 4 |  |  |
|                   |          |                      |     |   |    |   |   |   |   |   |     |   |  |  |
| Пролетер Нови Сад | 2017/18. | Прва лига Србије     | 22  | 0 | 1  | 0 | — | — | — | — | 23  | 0 |  |  |
| Пролетер Нови Сад | 2018/19. | Суперлига Србије     | 23  | 0 | 0  | 0 | — | — | — | — | 23  | 0 |  |  |
| Пролетер Нови Сад | Укупно   | Укупно               | 45  | 0 | 1  | 0 | — | — | — | — | 46  | 0 |  |  |
|                   |          |                      |     |   |    |   |   |   |   |   |     |   |  |  |
| Напредак Крушевац | 2019/20. | Суперлига Србије     | 17  | 0 | 1  | 0 | — | — | — | — | 18  | 0 |  |  |
| Напредак Крушевац | 2020/21. | Суперлига Србије     | 23  | 1 | 2  | 0 | — | — | — | — | 25  | 1 |  |  |
| Напредак Крушевац | 2021/22. | Суперлига Србије     | 15  | 1 | 2  | 0 | — | — | — | — | 17  | 1 |  |  |
| Напредак Крушевац | Укупно   | Укупно               | 55  | 2 | 5  | 0 | — | — | — | — | 60  | 2 |  |  |
|                   |          |                      |     |   |    |   |   |   |   |   |     |   |  |  |
| Паневежис         | 2022.    | А лига Литваније     | 2   | 0 | 0  | 0 | — | — | — | — | 2   | 0 |  |  |
|                   |          |                      |     |   |    |   |   |   |   |   |     |   |  |  |
| Каријера          | Каријера | Каријера             | 158 | 6 | 12 | 0 | — | — | 2 | 0 | 172 | 6 |  |  |
|                   |          |                      |     |   |    |   |   |   |   |   |     |   |  |  |

## Трофеји и награде
Пролетер Нови Сад
- Прва лига Србије : 2017/18.[21]